# Cor Kint

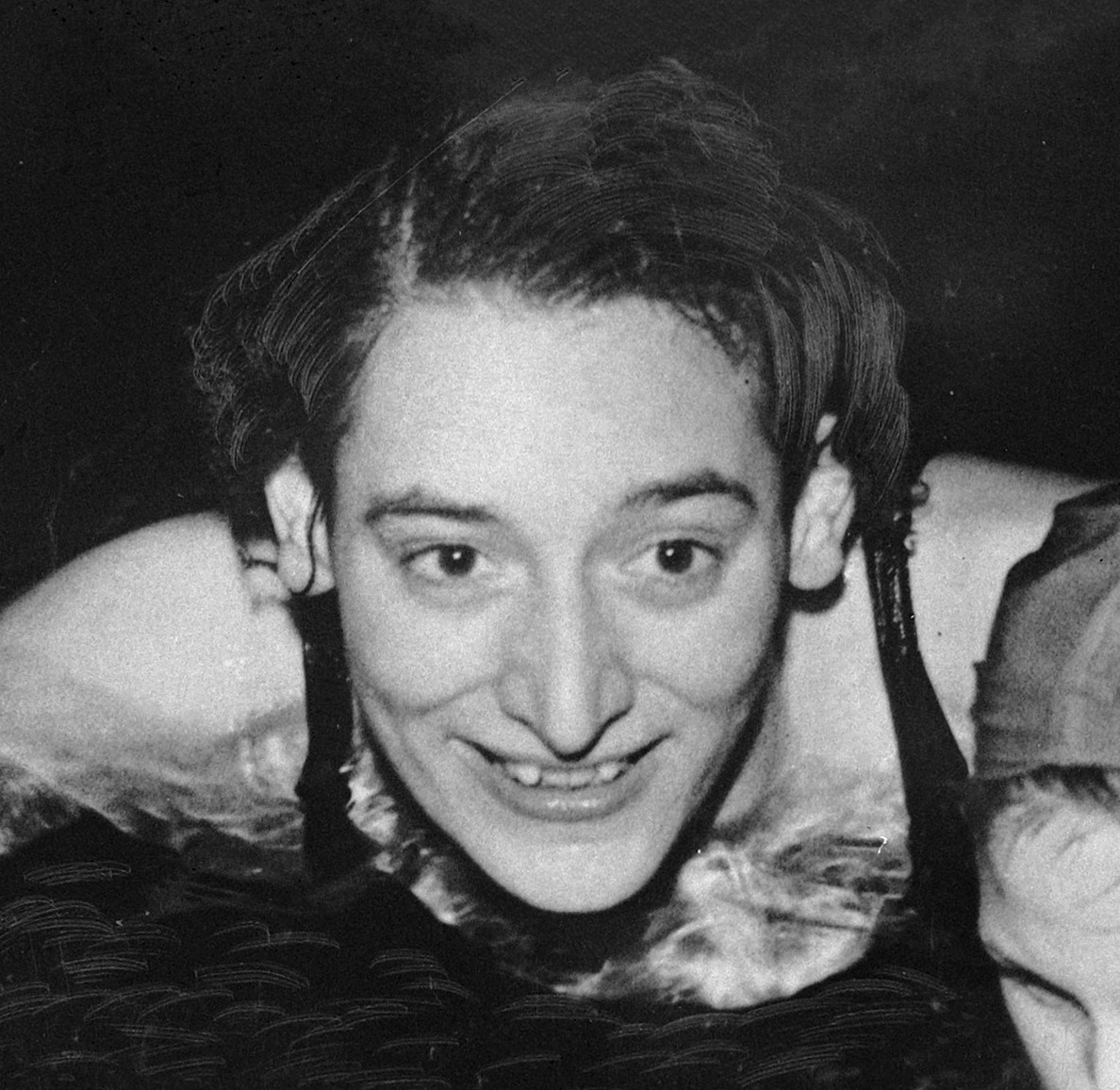
Cor Kint, 1938

Cor Kint (* 22. Juli 1920 in Rotterdam; † 7. Oktober 2002 in Coffs Harbour, New South Wales) war eine niederländische Schwimmerin.
Sie hatte in ihrer Karriere das Pech, dass ihre stärkste Zeit als Schwimmerin in die Zeit fiel, in der es wegen des Zweiten Weltkriegs keine Olympischen Spiele gab und sie so auch keine olympische Medaille gewinnen konnte. Lediglich bei den Europameisterschaften 1938 hatte sie die Möglichkeit einen internationalen Titel zu gewinnen, die sie mit dem Sieg über 100 m Rücken auch nutzte.
Ihr Weltrekord von 1:10,9 Minuten über 100 m Rücken vom 22. September 1939 hielt bis zu den Olympischen Spielen 1960 in Rom, als ihn Lynn Burke brechen konnte. Diese Zeitspanne von 21 Jahren ist die längste Zeit, die je ein Weltrekord im Schwimmen gehalten hat. Im Jahr 1971 wurde sie in die Ruhmeshalle des internationalen Schwimmsports aufgenommen.